# Genola (Utah)
Genola es una localidad del condado de Utah, estado de Utah, Estados Unidos. Según el censo de 2020, tiene una población de 1,548 habitantes.

## Geografía
Genola se encuentra en las coordenadas 39°59′35″N 111°50′11″O / 39.99306, -111.83639.
Según la Oficina del Censo de los Estados Unidos, la localidad tiene una superficie total de 36,75 km², de los cuales 35,64 km² son tierra y 1,11 km² está cubierto de agua.